# Luciolinae
Sous-famille
La sous-famille des Luciolinae ou lucioles regroupe des insectes coléoptères de la famille des Lampyridae.
Selon BioLib (4 juin 2014), elle contient les tribus suivantes :
- Curtosini McDermott, 1964
- Luciolini Lacordaire, 1857

## Liste des tribus, genres, espèces et sous-espèces
Selon ITIS (24 juin 2021) :
- tribu des Luciolini Lacordaire, 1857
- tribu des Pristolycini Winkler, 1953

Selon NCBI (31 août 2014) :
- genre Bourgeoisia
- genre Curtos
  - Curtos bilineatus
  - Curtos costipennis
  - Curtos okinawanus
- genre Hotaria
  - Hotaria papariensis
  - Hotaria parvula
  - Hotaria tsushimana
  - Hotaria unmunsana
- genre Lampyroidea
  - Lampyroidea maculata
- genre Luciola
  - Luciola cerata
  - Luciola cruciata
  - Luciola ficta
  - Luciola filiformis
    - sous-espèce Luciola filiformis yayeyamana

  - Luciola italica
  - Luciola kuroiwae
  - Luciola lateralis
  - Luciola mingrelica
  - Luciola ovalis
  - Luciola owadai
  - Luciola parvula
  - Luciola terminalis
  - Luciola tsushimana